# دير شويل (الحديدة)
دير شويل هي إحدى قرى مديرية الضحى، التابعة لمحافظة الحديدة اليمنية، بلغ تعداد سكانها 2289 نسمة حسب الإحصاء الذي أجري عام 2004.